# Darryl Morris
Darryl Morris is een personage uit de Amerikaanse televisieserie Charmed. Hij werd hierin gespeeld door Dorian Gregory.
Darryl was een bijpersonage in de serie gedurende de eerste zeven seizoenen. In het achtste seizoen werd hij om budgettaire redenen uit de serie geschreven.

## Biografie
Darryl was een luitenant bij de politie van San Francisco, in navolging van zijn vader, Luther Morris. Hij was in seizoen 1 de partner van Andy Trudeau. Aanvankelijk was hij erg achterdochtig over het gedrag van de Halliwell-zussen, en het feit dat Andy hen in bescherming leek te nemen. Na Andy's dood ontdekte hij echter de waarheid, en werd hij net als Andy een bondgenoot.
Darryl hielp de zussen regelmatig door onopgeloste zaken waar demonen bij betrokken waren te doorzoeken en aan hen door te spelen. Ook voorzag hij de drie geregeld in een alibi. Eenmaal werd deze hulp hem bijna fataal toen de Cleaners hem als zondebok gebruikten om de magie van de Charmed Ones te verhullen. Ook namen Paige en Phoebe een keer zijn ziel mee zodat hij hen kon helpen Leo te bevrijden uit het Valhalla.
In seizoen acht verhuisde Darryl naar de oostkust van Amerika op aandringen van zijn vrouw Sheila.